# Новий Кемблув
Новий Кемблув (пол. Nowy Kębłów) — село в Польщі, у гміні Желехув Ґарволінського повіту Мазовецького воєводства.
Населення — 297 осіб (2011).
У 1975—1998 роках село належало до Седлецького воєводства.

## Демографія
Демографічна структура станом на 31 березня 2011 року:
|          | Загалом | Допрацездатний вік | Працездатний вік | Постпрацездатний вік |
| -------- | ------- | ------------------ | ---------------- | -------------------- |
| Чоловіки | 155     | 47                 | 94               | 14                   |
| Жінки    | 142     | 38                 | 72               | 32                   |
| Разом    | 297     | 85                 | 166              | 46                   |